# Three Reasons for Haste
Pour plus de détails, voir Fiche technique et Distribution.
Three Reasons for Haste est un film muet américain réalisé par Gilbert M. Anderson et sorti en 1909.

## Fiche technique
- Titre : Three Reasons for Haste
- Réalisation : Gilbert M. Anderson
- Scénario :
- Photographie :
- Montage :
- Producteur :
- Société de production : The Essanay Film Manufacturing Company
- Société de distribution : The Essanay Film Manufacturing Company
- Pays de production :  États-Unis
- Langue : film muet avec les intertitres en anglais
- Format : Noir et blanc — 35 mm — 1,33:1 — Muet
- Genre : Comédie
- Durée :
- Date de sortie :
  - États-Unis : 15 septembre 1909